# 10378 Ingmarbergman
10378 Ingmarbergman (1996 NE5) là một tiểu hành tinh vành đai chính named after Swedish director Ingmar Bergman.